# Vrba celolistá
Vrba celolistá (Salix integra) je druh opadavé listnaté dřeviny z čeledě vrbovité.
Tato vrba tvoří 2-3 m vysoké keře. Květy jsou v jehnědách, kvete v dubnu. Větve jsou tenké, vzpřímené s hladkou hnědou borkou. Listy jsou úzce eliptické až podlouhlé.

## Rozšíření
Je původní v oblastech Japonska a Koreje. Druh je široce pěstován jako okrasná rostlina, lze jej pěstovat i v ČR.

## Synonyma
Podle biolib.cz je pro rostlinu s označením Salix integra používáno více rozdílných názvů, například Salix multinervis nebo Salix savatieri.

## Použití
Rostliny lze použít v ČR jako okrasné rostliny. Jsou vhodné pro skupiny ale roubované kultivary i pro trvalkové záhony.

## Pěstování
Preferuje slunečné polohy, snese polostín, vhodné jsou vlhké půdy. Snáší exhalace. Dobře snáší řez. Původní druh se přirozeně rozmnožuje se semeny, kultivary a pěstované rostliny jsou množeny řízkováním bylinnými, nebo dřevitými řízky. Někdy je roubován na bujněji vzrůstné druhy a tvoří stromovité tvary s kompaktní korunou. Kultivar 'Hakuro Nishiki' napadá houbová choroba a listy na slunci na jaře trpí.
Jsou pěstovány kultivary
- 'Pendula' – převisající kultivar
- 'Hakuro Nishiki' – pestrolistý kultivar, v ČR pěstovaný zejména roubovaný na kmínku